# Tripontium
Tripontium fu un insediamento della Britannia romana, posto lungo la Watling Street, la strada romana che portava al Galles settentrionale.
Esso sorgeva nell'odierna parrocchia civile di Newton and Biggin, principalmente nella contea inglese del Warwickshire e in parte del Leicestershire, circa 5,5 km a nordest di Rugby e circa 5 km a sud di Lutterworth.
Tripontium è citato dall'Itinerarium Antonini.

## Etimologia
Il nome Tripontium significa "luogo dei tre ponti", in riferimento ai vicini ponti sul fiume Avon e su due suoi tributari.

## Storia
Tripontium era in origine una postazione militare di frontiera, fondata poco dopo la conquista romana della Britannia, attorno al 50 d.C.; successivamente si sviluppò fino a diventare un centro abitato, che fu popolato per circa 400 anni. Verso la fine del IV secolo d.C., quando i Romani lasciarono la Britannia, Tripontium fu abbandonato.

## Scavi archeologici
La posizione esatta di Tripontium rimase sconosciuta per secoli, fino a quando l'antiquario Matthew Bloxam lo localizzò nel 1836. Gli scavi archeologici del sito iniziarono nel 1961 a cura della Rugby Archaeological Society e sono tuttora in corso.
Inizialmente, si riteneva Tripontium un piccolo insediamento, cresciuto lungo la strada, di scarsa importanza.
Gli scavi hanno invece dimostrato che fu un'importante città britannica romana, con grandi terme pubbliche, un vasto edificio amministrativo e una mansio. Vi si sono rinvenuti numerosi reperti ceramici, monete romane e altri reperti.
Sfortunatamente, parte dell'area dell'insediamento è stata distrutta dalla moderna estrazione di ghiaia e parte del sito è attualmente non disponibile per l'esecuzione di scavi.
Ciò nonostante, è estremamente probabile che nel sito si possano rinvenire ulteriori edifici, come ad esempio resti di templi o del foro. Gli scavi di Tripontium sono stati i più estesi di questa tipologia mai eseguiti da una società archeologica amatoriale.
Tripontium fu probabilmente l'insediamento romano più importante dell'area.
La città era collocata a circa 13 km a sud di Venonis (High Cross), il punto in cui la Watling Street incrociava la Fosse Way.
L'ampia dimensione delle terme e la mansio fanno ritenere agli storici che Tripontium avesse sia il ruolo di importante stazione di sosta per i viaggiatori, sia militari sia civili, sia di centro amministrativo per l'intera area circostante.
Attualmente, il sito non è aperto al pubblico; molti dei reperti degli scavi sono in mostra alla Rugby Art Gallery and Museum.